# Astralskinn
Astralskinn (Tylospora asterophora) är en svampart som först beskrevs av Hermann Friedrich Bonorden, och fick sitt nu gällande namn av Donk 1960. Astralskinn ingår i släktet Tylospora och familjen Atheliaceae.  Arten är reproducerande i Sverige. Inga underarter finns listade i Catalogue of Life.